# Elektrárna Opatovice nad Labem
Elektrárna Opatovice nad Labem je kogenerační uhelná elektrárna, kterou provozuje společnost Elektrárny Opatovice, a.s. Ta je součástí Energetického a průmyslového holdingu. Elektrárna dodává teplo do 63 000 domácností ve městech včetně Hradce Králové, Pardubic a Chrudimi. Svým teplem zásobuje i podniky, nemocnice, školy a další instituce.

## Charakteristika
Elektrárna se nachází jižně od obce Opatovice nad Labem. Její elektrický výkon je 375 MW a tepelný výkon 698 MW. K vysokoúčinné kombinované výrobě elektrické a tepelné energie používá čtyři modernizované parní kotle (ekologický program 2014-2016 investice 2,7 mld Kč) s práškovým spalováním, tři kondenzační, dvě odběrové a jednu protitlakou turbínu. Postavena byla v letech 1956-1960, roční spotřeba je asi 1,5 milionu tun hnědého uhlí. Odsíření je v provozu od roku 1998. K elektrárně je připojena síť horkovodních potrubí o délce téměř 319 km. Do této sítě je připojen Hradec Králové (připojen jako první v roce 1974), Pardubice, Chrudim, Lázně Bohdaneč, Opatovice nad Labem, Čeperka a Rybitví.

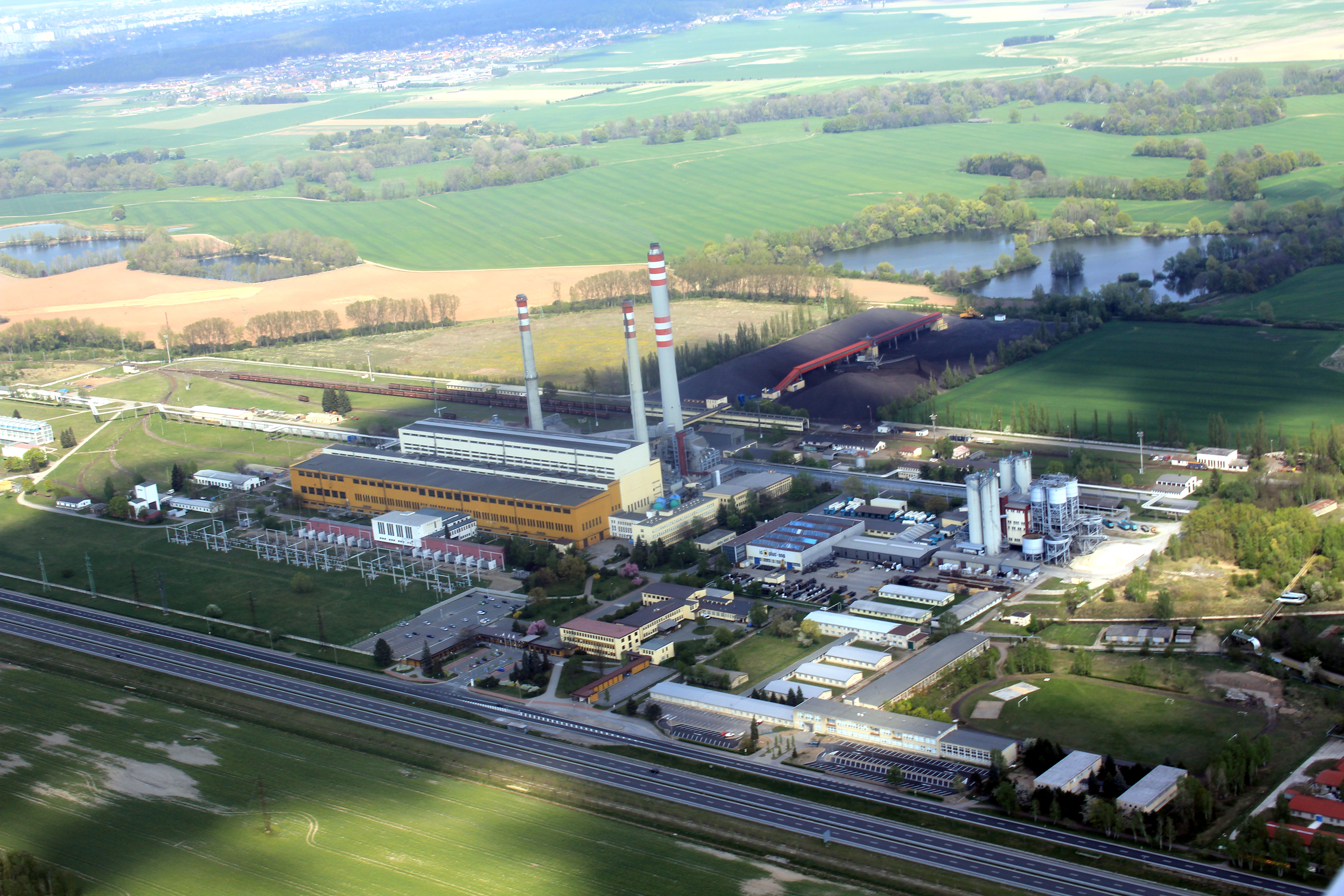
Letecký pohled

Železniční vlečka elektrárny je zapojena do odbočky ELNA Opatovice na trati z Pardubic do Hradce Králové a je elektrizována stejnou proudovou soustavou jako trať, na kterou navazuje. Vlaky zásobující elektrárnu využívají spojku do odbočky Plačice na trati z Velkého Oseka do Hradce Králové. V roce 2015 bylo v souvislosti s modernizací a zdvoukolejněním trati zapojení vlečky pozměněno ze zapojení přímo do zhlaví na zapojení do odbočky z trati až za nově zřízenou zastávkou Opatovice nad Labem.

## Vlastnictví a hospodaření
Elektrárna byla zprivatizována v roce 1992 v rámci kupónové privatizace jako společnost Elektrárny Opatovice, a.s. (IČO 45534292). V roce 1997 získala ve společnosti majoritní podíl britská International Power. Tento podíl dále navyšovala a v roce 1999 již měla 96 % podíl. V roce 2005 byla společnost přejmenována na International Power Opatovice, a.s., v roce 2006 se po squeeze-outu (vytěsnění minoritních akcionářů) stala International Power jediným akcionářem. V roce 2009 pak International Power společnost prodala skupině J&T za 22,5 miliardy Kč (včetně 49 % podílu v Pražské teplárenské). K 1. lednu 2010 se společnost přejmenovala zpět na Elektrárny Opatovice, a.s.
K 1. srpnu 2010 došlo k rozdělení společnosti odštěpením, když vznikly dvě nové nástupnické společnosti – samotnou elektrárnu obsahující Elektrárny Opatovice, a.s. (IČO 28800621) a podíl v Pražské teplárenské obsahující NPTH, a.s., původní společnost byla přejmenována na EBEH Opatovice, a.s. a zůstala v ní pouze půjčka mateřské společnosti vlastněné EPH.
Společnost Elektrárny Opatovice, a.s. (IČO 28800621 a 45534292) je dlouhodobě zisková a vyplácí vlastníkovi vysoké dividendy:
|                               | 2007      | 2008      | 2009      | 2010      | 2011      | 2012      | 2013      | 2014      |
| ----------------------------- | --------- | --------- | --------- | --------- | --------- | --------- | --------- | --------- |
| tržby (tis. Kč)               | 3 922 535 | 4 797 518 | 4 513 919 | 4 434 632 | 5 175 259 | 6 656 705 | 4 930 888 | 3 487 794 |
| EBITDA (tis. Kč)              | 1 953 508 | 2 476 122 | 2 464 386 | 2 193 788 | 1 828 401 | 1 981 024 | 2 103 997 | 1 495 716 |
| čistý zisk (tis. Kč)          | 2 145 969 | 2 504 086 | 2 608 367 | 775 604   | 325 111   | 618 536   | 639 518   | 65 190    |
| vyplacená dividenda (tis. Kč) | 1 414 498 | 2 137 927 | 2 503 108 | 0         | 4 846 472 | 1 541 720 | 1 029 721 | 0         |

## Spor o dodávky uhlí
V červnu 2012 Elektrárně Opatovice vypověděla smlouvy na dodávky uhlí firma Czech Coal a rozhodnutí zdůvodnila tím, že majitel elektrárny Energetický a průmyslový holding (EPH) dluží 500 milionů korun. Elektrárna i EPH tvrdí, že všechny dodávky uhlí řádně a včas hradí. Předseda dozorčí rady elektrárny Mirek Topolánek uvedl, že se hodlají obrátit na Energetický regulační úřad a Úřad pro ochranu hospodářské soutěže. Vypovězení smlouvy považuje firma za protiprávní.

## Nové zdroje uhlí
Majitel elektrárny, EP Energy, využívá od srpna roku 2012 své vlastní zdroje uhlí pro elektrárnu. Jedná se o jím vlastněnou důlní společnost Mibrag v SRN, odkud se dováží hnědé uhlí z dolů Profen, a černé uhlí z dolu Silesia v hornoslezské pánvi v Polsku, který rovněž patří EPH. Zkušebně bylo německé hnědé uhlí z dolu Profen dovezeno již v roce 2011, kdy začínal spor s Czech Coal, pravidelné dodávky začaly koncem srpna roku 2012, intenzivní dodávky začaly v lednu 2014. V únoru roku 2015 začala dále přeprava uhelných kalů z kališť dolu Silesia. Z dolů Profen bylo dovezeno v roce 2014 celkem 1 milion tun uhlí, z dolu Silesia 350 000 tun, dále je toto uhlí doplňováno hnědým uhlím ze Severočeských dolů.

## Historie
- 2022 rozdělení EOP do dvou samostatných společností (1/2022). Zdroj a výroba energií - Elektrárny Opatovice, a.s., obchod a distribuce tepla - EOP Distribuce, a.s.
- 2020 uvedení do provozu nové teplárenské turbíny TG5
- 2014 - 2016 ekologický program modernizace (retrofity kotlů, odlučovačů, nové linky odsíření).
- 2010 EOP součástí EPH (31. 12. 2010).
- 2009 prodej EOP skupině J&T FINANCE GROUP.
- 1998 uvedení odsíření do trvalého provozu.
- 1997 vstup International Power (od 2005 do 2009 EOP pod názvem International Power Opatovice, a.s.).
- 1992 privatizace a vznik Elektráren Opatovice, a.s. (EOP).
- 1987 zahájení dodávek tepla pro Chrudim.
- 1977 zahájení dodávek tepla pro Pardubice.
- 1974 zahájení dodávek pro Hradec Králové.
- 1960 všech šest bloků v provozu.
- 1959 do provozu byl uveden první provozní blok.
- 1956 zahájení stavby elektrárny.